# Suzhou River
Pour plus de détails, voir Fiche technique et Distribution.
Suzhou River (苏州河, Sūzhōu hé) est un film allemand, français et chinois réalisé par Lou Ye, sorti en 2000.
L'histoire suit les vies de quatre personnages en marge de la société chinoise, le long de la  rivière Suzhou à Shanghai. Mardar (Jia Hongsheng) est coursier à moto et Moudan (Zhou Xun) est la fille d'un riche homme d'affaires que Mardar doit transporter en ville. Mardar et Moudan tombent amoureux.

## Synopsis

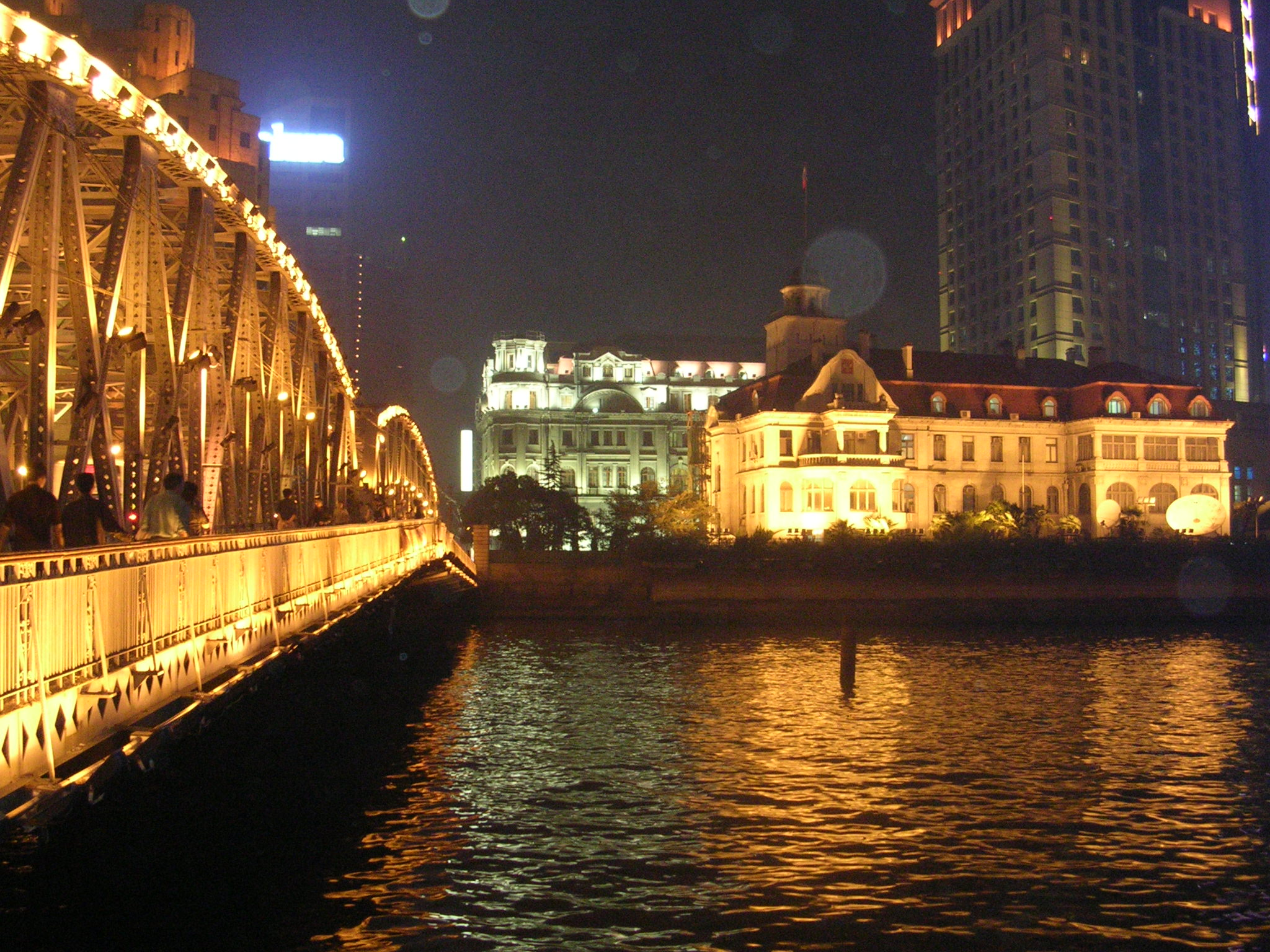
Consulat russe vu de la rivière Suzhou à Shanghaï.

Un vidéaste gagne sa vie en réalisant des petits films pour des particuliers ou des entreprises. Un patron de bar lui demande de faire un film promotionnel sur une jeune femme, Mei-Mei, qui nage affublée d'une queue de sirène dans un grand aquarium au milieu de son établissement. Mei-Mei devient vite la petite amie du vidéaste et lui raconte l'histoire de Mardar.
Mardar est un coursier à moto. Chargé de transporter régulièrement une jeune fille chez sa tante, il tombe amoureux d'elle. Il est toutefois contraint par des mafieux à participer à l'enlèvement de celle-ci, qui parvient à s'échapper et, déçue par Mardar, se jette d'un pont dans la rivière.
Après avoir passé plusieurs années en prison, Mardar redevient coursier et cherche inlassablement Moudan, qu'il croit toujours vivante car son corps n'a jamais été retrouvé. Venant dans le bar, il rencontre Mei-Mei qui ressemble parfaitement à Moudan. Il ne cesse de venir la voir de lui raconter son histoire, persuadé que Mei-Mei et Moudan sont une seule et même personne, au point de se faire un jour passer à tabac par des voyous embauchés par le vidéaste. Finalement, il retrouve la vraie Moudan, devenue serveuse dans une épicerie, mais ils meurent ensemble avec la moto dans le fleuve, sans que la cause soit clairement établie. Le vidéaste et Mei-Mei apprennent la réalité de l'existence de Moudan en même temps que sa mort.
Peu après, Mei-Mei disparaît, laissant une note invitant le vidéaste à la rechercher, comme Moudan.

## Fiche technique
- Titre : Suzhou River
- Titre original : 苏州河, Sūzhōu hé
- Réalisation et scénario : Lou Ye
- Musique : Jörg Lemberg
- Photographie : Wang Yu
- Pays d'origine :  Allemagne,  République populaire de Chine,  France
- Langue : mandarin
- Genre : drame
- Durée : 83 minutes

## Distribution
- Zhou Xun : Meimei/Moudan
- Jia Hongshen : Mardar
- Hua Zhongkai : Lao B.
- Yao Anlian : Boss
- Nai An : Mada

## Autour du film

### Commentaire
Pour son deuxième film, le scénariste-réalisateur Lou Ye a choisi l'ambiance des quais construits à la va-vite autour de la rivière Suzhou, plutôt que la façade moderne et propre de Shanghai. On peut voir cette œuvre comme un exemple typique de la « sixième génération » de réalisateurs chinois, autant pour son sujet que pour son style. 
L'emploi important de la caméra vidéo subjective se révèle ici autant une expérimentation formelle et narrative qu'une nécessité pratique : le long métrage a été en effet tourné sans autorisation dans les rues de Shanghai, ce qui lui a valu d'être interdit de distribution en Chine continentale. Dans une perspective purement cinématographique, cette œuvre évoque Vertigo d'Alfred Hitchcock dans son thème du double féminin, aussi bien que le sentiment d'urgence de la Nouvelle Vague française.

## Distinctions
- Nommé au Grand Prix de l'Union de la critique de cinéma en 2001.
- Grand Prix du Festival du Film de Paris en 2000, ainsi que le prix de la meilleure actrice pour Xun Zhou.
- Tigre d'or du Festival du Film International de Rotterdam en 2000 pour Lou Ye.
- Prix FIPRESCI à la Viennale en 2000.
- Grand Prix Asturias au Festival du Film International de Gijón en 2000 pour Lou Ye.
- Prix de la critique au Fantasporto en 2000 pour Lou Ye.